# تاز (مصارع)
تاز (بالإنجليزية: Tazz)‏ (11 أكتوبر 1967 -)، هو مصارع أمريكي محترف متقاعد ومعلق على مباريات المصارعة. وُلد في 11 أكتوبر 1967. قدم أداءً بارزًا في اتحاد المصارعة العالمي (WWE)، حيث علق على عروض السماكداون من عام 2001 إلى عام 2008. .

## روابط خارجية
- تاز على موقع دبليو دبليو إي (الإنجليزية)
- تاز على موقع WrestlingData.com (الإنجليزية)
- تاز على موقع CageMatch worker (الإنجليزية)
- تاز على موقع قاعدة بيانات المصارعة على الإنترنت (الإنجليزية)
- تاز على موقع عالم المصارعة على الإنترنت (الإنجليزية)
- تاز على موقع عالم المصارعة على الإنترنت (الإنجليزية)

- TNA profile
- Tazz at Online World of Wrestling
- تاز على موقع IMDb (الإنجليزية)
- تاز على موقع قاعدة بيانات الفيلم (الإنجليزية)
- WWE Alumni Profile